# Kristin Mürer Stemland
Kristin Mürer Stemland (* 8. Januar 1981 in Trondheim) ist eine ehemalige norwegische Skilangläuferin.
Stemland konnte, nachdem sie bereits im Jahr 2000 einen Kurzeinsatz beim Skilanglauf-Weltcup in Oslo erhalten hatte, bei der Junioren-Weltmeisterschaft 2001 in Karpacz einen fünften Platz im Sprint belegen. Während der beiden folgenden Saisons, 2001/02 und 2002/03, trat sie vor allem bei FIS-Rennen und im Continentalcup an. Nachdem sie bei den kurz vor Saisonauftakt stattfindenden internationalen Vergleichsrennen vordere Platzierungen erreicht hatte, war sie in der Saison 2003/04 fester Bestandteil der norwegischen Weltcupmannschaft. Dabei konnte sie sich fast immer in den Punkterängen platzieren und erreichte erste Platzierungen unter den besten Zehn. Ebenfalls konnte sie in dieser Saison ihren ersten Staffelsieg feiern. In der folgenden Saison 2004/05 nahm sie wieder durchgehend am Weltcup teil, verpasste jedoch die Punkteränge mehrfach. Ein zehnter Platz im Januar beim Verfolgungsrennen in Pragelato blieb ihre beste Platzierung in dieser Saison. Im Februar 2005 nahm sie an der Nordischen Skiweltmeisterschaft in Oberstdorf teil und belegte über 10 km und 30 km die Plätze 22 und 26. Im folgenden Winter 2005/06 konnte sie sich im Weltcup wieder mehrfach unter den besten Zehn platzieren und nahm schließlich an den Olympischen Winterspielen 2006 in Turin teil. Ein zwölfter Platz über 10 km wurde dabei ihr bestes olympisches Einzelresultat. Die norwegische Staffel, der Stemland ebenfalls angehörte, belegte den fünften Platz. Nach den Olympischen Spielen nahm sie an dem im Rahmen des Weltcups stattfindenden Wasalauf teil und konnte den 15. Platz für sich belegen. In der Folgesaison 2006/07 konnte sie im Weltcup nur mittelmäßige Resultate erzielen. Bei der erstmals ausgetragenen Tour de Ski errang sie den 28. Platz in der Gesamtwertung. Daneben nahm sie auch an der Nordischen Skiweltmeisterschaft 2007 in Sapporo teil, wo sie über 10 km 19. wurde. 2007/08 konnte sie ihre Leistungen wieder etwas steigern und wieder mehrfach unter die besten Zehn vorstoßen. Beim Staffelwettbewerb Anfang Dezember in Davos konnte sie den zweiten Staffelsieg ihrer Karriere feiern. In der Gesamtwertung der Tour de Ski verbesserte sie sich auf Rang 26. Obwohl sie zu Beginn der Saison 2008/09 stets Platzierungen in den Punkterängen erreichte, wechselte sie ab Mitte Dezember in den zweitklassigen Scandinavian Cup. In diesem trat sie bis zum Saisonende an und konnte mehrere Rennen gewinnen und sich schließlich den zweiten Platz in der Cupgesamtwertung sichern. Daneben trat sie auch bei einigen in Norwegen ausgetragenen FIS-Rennen an. Nachdem zur Saison 2009/2010 das norwegische Elite-Team verkleinert worden war, gehörte Stemland nur noch dem B-Team an. Deshalb startete sie nur bei zwei in Norwegen stattfindenden Weltcups, zum Saisonauftakt in Beitostølen und zum Saisonende in Oslo. Während der übrigen Saison startete sie nur im Scandinavian Cup und bei FIS-Rennen, wobei sie nur bei FIS-Rennen gute Ergebnisse erreichte.
2012 beendete sie ihre Karriere.

## Erfolge

### Weltcupsiege im Team
| Nr. | Datum             | Ort   | Disziplin          |
| --- | ----------------- | ----- | ------------------ |
| 1.  | 14. Dezember 2003 | Davos | 4 × 5 km Staffel 1 |
| 2.  | 9. Dezember 2007  | Davos | 4 × 5 km Staffel 2 |

### Medaillen bei nationalen Meisterschaften
- 2004: Gold über 30 km
- 2005: Silber über 30 km, Bronze über 10 km, Bronze im Skiathlon
- 2006: Bronze im Skiathlon
- 2007: Silber über 10 km, Bronze über 30 km